# 百乐门舞厅

上海百樂門舞廳標誌

百乐门大舞厅（The Paramount）是上海的一个历史悠久的綜合性娱乐场所。全稱“百樂門大飯店舞廳”。该娱乐场于1933年正式对外营业，曾一度是中華人民共和國成立前夜上海的核心地带，吸引了无数社会名流，被誉为“东方第一乐府”。百乐门位于上海市静安区愚园路218号，华山路路口处，东临静安寺。百樂門和仙樂斯、大都會、新仙林並稱為民國時期上海四大舞廳。

## 名字的由來
Paramount的原意是“至高、最大”，1932年百樂門營建時即用此英文招牌，其原意是突出它的高檔，並以其諧音取名“百樂門”，這個名字很迎合當時上海人追求吉祥如意大富大貴的心理。
有趣的是，“Paramount”還是美國好萊塢四大電影公司之一的名稱，但看美國電影時，上海人卻習慣將該電影公司諧音取為“派拉蒙”。

## 歷史
1929年，原開在静安寺路戈登路（今南京西路江宁路）的兼營舞廳的大華飯店歇業，被譽為“貴族區” 的上海西區，沒有一個與“貴族區”相適應的娛樂場。 1931年，中國商人顧聯承投資七十萬兩白銀，購靜安寺地營建Paramount Hall，于1933年底建成，並以諧音取名“百樂門”。建筑由当时极负盛名的设计师杨锡镠设计，陆根记营造厂承建。建成后百乐门很快成为了沪上知名的舞厅之一。
1940年2月25日的凌晨，当红舞女陈曼丽被枪击后不治身亡。
中共建政后，舞厅主体建筑改造为红都戏院，后又改为红都电影院。
1990年6月11日，影院大门口的雨棚因年久失修倒塌，压死行人一名。电影院随即被责令停止营业，进行大修。1994年，红都影剧场更名为百乐门夜总会。2002年，百乐门舞厅重新开张。修缮后的百乐门在经营理念上强调多元化和时尚化，被誉为“东方百老汇”。2010年，其主体建筑进行修旧如故的改造，并于世博前完成外墙修缮。2013年上海百乐门文化娱乐有限公司获得百乐门舞厅的经营权，百乐门修缮工程正式启动。 2015年4月28日上午，百乐门外立面搭起脚手架，建筑外立面的修缮正式启动。在长达4年的“修旧如旧”之后，百乐门于2017年4月22日正式向公众敞开大门。上海百乐门文化娱乐有限公司董事长郑鸿河表示，百乐门归来后的营业时间为14时到24时，下午茶从14时开始，夜场是从晚饭时间17时30分开始至24时，包括晚宴、舞池和表演等。下午茶消费500多元，夜场消费1000余元。

## 建筑
百乐门主体建筑占地面积930平方米，建筑面积2550平方米，为钢混结构建筑，主体为三层。建筑风格是30年代国际流行的装饰艺术（Art Deco）。建筑平面呈L形，立面构图以L形转角处的主入口为中心，强调垂直线条。于1994年被列为第二批上海市优秀历史保护建筑。

## 传奇
1954年百乐门停止了营业，但是它的经营模式被著名京剧票友章英明带到了日本。1954年章英明在横滨创立了第一家类似于百乐门的俱乐部，取名「ナイト・アンド・デイ」取得了极大成功。每天有爵士乐队伴奏并有歌手现场演唱英文日文歌曲，成名前的青江三奈和著名的日本编剧 、作家、导演詹姆斯·三木都曾经是「ナイト・アンド・デイ」专门的驻唱歌手。

## 周围
- 静安寺

## 交通
- 上海轨道交通 █ 2号线、 █ 7号线、 █ 14号线：静安寺站